# بول اوتليه
پول ماري جيسلان اوتليه Paul Marie Ghislain Otlet (
تنطق بالفرنسية: [ɔtle]
، (تُلفظ بالإنجليزية: ‎/ɒtˈleɪ/‏)؛ عاش 23 أغسطس 1868 – 10 ديسمبر 1944) هو مؤلف، مستثمر، مستبصر، محامي وناشط سلام؛ ويعتبر أحد الأشخاص الذين يطلق عليهم أبو علم المعلومات، الحقل الذي سماه اوتليه «التوثيق». أسس اوتليه التصنيف العشري العالمي، أحد أبر الأمثلة على ذلك أن أوتلت كان مسئولا عن التطبيق الواسع في أوروبا لبطاقة الفهرسة الأميريكية القياسية ذات 3x5 بوصات الذي لا يزال يستخدم حتى الآن في معظم كتالوجات المكتبات حول العالم (ولكن الآن تم إحلالها بنظام الوصول المباشر للكاتلوجات عبر الشبكة أوباك (OPAC)). كتب اوتليه عدد من المقالات حول كيفية جمع وتنظيم المعرفة العالمية، ومن أهمها ما جاء في كتابيه، Traité de documentation (1934) وMonde: Essai d'universalisme (1935).
عام 1907، في أعقاب عقد مؤتمر دولي كبير، أسس هنري لا فونتين واوتليه المكتب المركزي للنقابات الدولية، والذي أعيد تسميته اتحاد النقابات الدولية في عام 1910، والذي لا يزال في بروكسل. أسسوا أيضاً مركز دولي كبير أطلق عليه أول قصر عالمي أو موندانيم، وأستعمل ذلك الموندانيم كى يضم كافة مجموعات وأنشطة المنظمات والمعاهد المختلفة.
كان اوتليه مفكر وناشط سلام، مما دفع الأفكار السياسية الأممية التي كانت تتجسد في عصبة الأمم، والمتمثلة في المعهد الدولي للتشارك الفكرى (السابقة لليونسكو)، وقد عمل جنبا إلى جنب مع زميله هنري لا فونتين، الذي حاز جائزة نوبل للسلام في عام 1913, لتحقيق أفكارهم لتحقيق نظام سياسي عالمي جديد الذي رأوه منبثقا من الاندلاع العالمى للمعلومات وخلق أنواع جديدة من المنظمات الدولية.
وربما كان أحد العلماء في عام 1930 قبل عقود عديدة مقبلة من وقته حين اقترح دمج اتصال الهاتف مع شاشة التلفزيون. في حين أن العديد من يجدون صعوبة في تذكر العالم من دون شبكة الإنترنت، والأمر لم يكن أكثر من خيال في عام 1934، عندما وصف بول أوتليه ما يمكن أن تصبح شبكة المعلومات العالمية الكبرى.
وذكر انه خلال مناقشة واسعة على شبكة الإنترنت في العالم الماضي والحاضر والمستقبل في المهرجان العالمي للعلوم في مدينة نيويورك يوم السبت، وجاء اسم أوتليه. وكان أوتليه، وهو عالم ومؤلف بلجيكي الذي يعتبر بالفعل رالد علم المعلومات، على شيء عندما نشرت له نصوصا موثقة قبل عقود من آيباد أو كيندل، أو حتى شاشات الكمبيوتر، وكان أوتليه قد وضع خطة لدمج التلفزيون مع الهاتف لإرسال ونشر معلومات من الأعمال المنشورة.
وفي سياق شرحه للأمر أوضح أوتليه عن كنه ذلك المسمى بالحاسوب عندما كتب: هنا ساحة العمل لن تختلط بعد الآن مع الكتب ولن يتواجدوا معا، بل شاشة مرئية مع تليفون في متناول الأيدى فإن الصفحة المقروءة، حيث ينبغى قراءة الجواب على السؤال المطروح عبر الهاتف تظهر على الفور، وتابع مشيرا إلى أن تقسيم شاشة الكمبيوتر يمكن أن تظهر العديد من الكتب في وقت واحد، في إشارة محتملة إلى فتح نوافذ المتصفح أو علامات التبويب في وقت واحد.